# Glas (priimek)
Glas je priimek v Sloveniji, ki so ga po podatkih Statističnega urada Republike Slovenije na dan 1. januarja 2010 uporabljale 104  osebe in je med vsemi priimki po pogostosti uporabe uvrščen na 4.240. mesto.

## Znani slovenski nosilci priimka
- Anton Glas (1849—1923), avstroogrski feldmaršalporočnik slov. rodu
- Antonija Glas-Smodič (*1954), ravnateljica o.š. Jurija Dalmatina Krško
- Bruno Glas (*2009), šahist
- Gregor Glas (*2001), košarkar
- Miroslav Glas (1950—2008), ekonomist, univ. profesor
- Viljem Glas (*1947), gospodarstvenik

## Znani tuji nosilci priimka
- Uschi Glas (*1944), nemška igralka in pevka
- Willibald Glas (1927—2022), nemški rimskokatoliški teolog

## Glej še
- priimek Glass
- priimka Glaser, Glažar
- priimka Glasenčnik, Glasnovič